# 藤岡町 (群馬県)
藤岡町（ふじおかまち）は、群馬県の南西部、多野郡に属していた町。多野郡役所の所在地であった。

## 地理
- 河川：神流川、笹川

## 歴史
- 1889年（明治22年）4月1日 - 町村制施行により、藤岡町、小林村が合併し、緑野郡藤岡町が成立する。
- 1896年（明治29年）4月1日 - 緑野郡、多胡郡、南甘楽郡が統合し、多野郡となる。
- 1954年（昭和29年）4月1日 - 多野郡神流村、小野村、美土里村、美九里村と合併し、藤岡市を新設する。